# Diego de Lepe
Diego de Lepe (Palos de la Frontera, 1460 o Lepe – Lisbona, 1513 circa) è stato un esploratore e navigatore spagnolo che esplorò le coste nord-orientali del Brasile intorno al 1500.

## Biografia
Nel 1499 si imbarcò per la prima volta per le Indie Occidentali in una spedizione che fallì. Un anno dopo fece il suo secondo viaggio seguendo la rotta del cugino Vicente Yáñez Pinzón e raggiunse più a sud di quanto i suoi predecessori avessero raggiunto. Diego de Lepe lasciò il porto di Palos nel sud della Spagna nel dicembre 1499 e tornò nel settembre 1500.
Secondo alcuni storici, sarebbe sbarcato sulla costa brasiliana nel febbraio 1500, raggiungendo Capo San Agustín in Brasile. In questo modo, Diego de Lepe sarebbe sbarcato in Brasile prima dell'arrivo della spedizione di Pedro Alvares Cabral in territorio brasiliano, che lo avrebbe fatto nell'aprile 1500. Tuttavia, Diego de Lepe fu preceduto nel toccare le terre brasiliane da suo cugino, il navigatore spagnolo Vicente Yanéz Pinzón e, forse anche dal portoghese Duarte Pacheco Pereira nel 1498, ma la cui regione è ancora oggetto di controversia. Al suo ritorno nella penisola preparò un terzo viaggio ma morì intorno al 1513 in Portogallo durante la sua preparazione.
Sposò Leonor González de Villarreal ed ebbe tre figli che furono conquistatori: Juan, Hernán e Alonso de Lepe. Alonso sposò Catalina Venegas a Porto Rico e il loro figlio, Hernán Pérez de Valenzuela, era sindaco ordinario a San Juan.